# Editto repentino
L'editto repentino (in latino edictum repentinum) era un editto emanato dal pretore in circostanze particolari, quando l'editto perpetuo non era sufficiente o non contemplava una nuova fattispecie.

## Sfera di utilizzo
Questo tipo di editto era valido solo per quella fattispecie o per quel dato periodo di tempo ovvero sopperiva alle lacune dell'editto perpetuo che in una circostanza si erano verificate o magari anche per uniformarsi a una nuova costituzione dell'imperatore appena emanata. Questo editto perciò poteva avere anche un limite di tempo scaduto il quale o venuta a mancare la fattispecie non era più valido. Lo stesso nome repentinum suggerisce l'idea di veloce o immediato.